# Сандвайлер
Сандвайлер (на люксембургски: Gemeng Sandweiler) е община в Люксембург, окръг Люксембург, кантон Люксембург.
Има обща площ от 7,73 км². Населението ѝ е 3099 души през 2009 година.

## Състав
Комуната се състои от 7 села:
- Бирелегрунд (Birelergronn)
- (Birelerbarrière)
- (Birelerhaff)
- (Greiwelscheier)
- (Neimillen)
- Сандвайлер (Sandweiler)
- Финдел (Findel)